# کمپایل هارت
کمپایل هارت (انگلیسی: Compile Heart) شرکت بازی ویدئویی ژاپنی است، که در سال ۲۰۰۶ تأسیس شد.